# محمد بطاح المحيسن
محمد بطّاح المحيسن أديب وسياسي أردني، ولد في مدينة الطفيلة سنة 1888م.

## حياته
ولد محمد بطاح المحيسن في مدينة الطفيلة سنة 1888م. درس في مدرسة الرشدية وكان أول طفيلي تخرَّج في عام 1908 من«مكتب عنبر» في دمشق، وكان قد أوفد إلى دمشق للالتحاق بمدرسة «عنبر» مبتعَثاً على نفقة السلطان العثماني بسبب تفوقه وكانت المدرسة الثانوية الوحيدة هناك. غادر دمشق بعد أن أنهى الصف الحادي عشرسراً إلى بيروت، على أثر حركة اعتصام قام بها مع زملائه في المدرسة؛ مطالبين بزيادة حصص اللغة العربية، والتاريخ العربي.
سافر إلى فرنسا، ومنها إلى أمريكا الشمالية، حيث استقر في مدينة ديترويت (ولاية ميشجان)، وأكمل تعليمه الجامعي، وأصدر جريدة «الصراط» باللغة العربية، وأسّس جريدة أخرى مع عبد الحميد شومان لم يتسنّ لها الاستمرار أكثر من سنة واحدة، وأسمياها «جريدة الدبور» كماأسس في ديترويت مع محمد حسن خروب جريدة أسبوعية هي «الدفاع العربي» عام 1921 ورأس تحريرها.
انتخب ناطقاً باسم أعضاء الجاليات العربية في مؤتمر الصلح في فرساي، وإن لم يتمكّن من المشاركة فيه، وقاد مع إخوانه العديد من الحركات الوطنية وتأسيس عدّة أحزاب سياسية، مناهضة للأتراك، والاستعمار، والصهيونية من بعد. عاد إلى الأردن عام 1923 , وتزوج أمينة محمد سعيد نيازي، وعمل مفتّشاً للمعارف، فمديراً لثانوية إربد حتى عام 1933. تنقّل بعدها بين عدّة مناصب إدارية، كان منها: تعيينه رئيساً للديوان الأميري، ومتصرّفاً للواء معان، وتوفي فيها في 15/3/1942م.
وكان معارضا للنظام رغم تعيينه رئيسا للديوان الاميري كما كان يزود الثوار بفلسطين بالسلاح

## مؤلفاته
الرواية:
- الأسير: مثّلت على خشبات المسرح في أمريكا، تحدّث فيها عن نضال الإخوة المغاربة، ومقاومتهم للاستعمار، مخلّدا فيها دور الأمير المجاهد عبد الكريم الخطابي.
- الذئب الأغبر: مثّلت على خشبات المسرح في أمريكا. وكان لريع عرضها على مسارح أمريكا دور في الإسهام بإصدار جريدة «الصراط». تحدّث فيها عن حركة مصطفى كمال في تركيا، وما لقيه العرب من تنكيل على يديه.
- الفريسة: تحدّث فيهاعن المجتمع العربي أواخر الحكم العثماني مشيراً إلى الروّاد الأوائل من قادة الثورة العربيّة الكبرى. والرواية غير مستكملة لبعض فصولها إمّا لضياعها، وإمّا لبعثرتها هنا وهناك.
- الأمير: المطبعة الوطنية، عمّان، 1933.

## كتب ألّفت عنه
- محمد بطاح محيسن: حياته، وآثاره. سلسلة أعلام الأردن (1)، الخطبا (فوزي)، مطبعة شقير وعكشة، عمان، 1989.[6]